# Unités de mesure pour la cuisine
 (signalé en mai 2025).
Si vous disposez d'ouvrages ou d'articles de référence ou si vous connaissez des sites web de qualité traitant du thème abordé ici, merci de compléter l'article en donnant les références utiles à sa vérifiabilité et en les liant à la section « Notes et références ».
- Archive Wikiwix
- Bing
- Cairn
- DuckDuckGo
- E. Universalis
- Gallica
- Google
- G. Books
- G. News
- G. Scholar
- Persée
- Qwant
- (zh) Baidu
- (ru) Yandex
- (wd) trouver des œuvres sur Wikidata

Selon les pays, les unités de mesure utilisées pour décrire les quantités dans les recettes de cuisine changent.
En France et dans la plus grande partie de l'Europe continentale, on utilise le système métrique (généralement les grammes et leurs multiples pour les solides et les litres et leurs fractions pour les liquides). Pour les recettes de « précision » (certaines recettes de pâtisserie, recettes de grands chefs), tous les ingrédients sont indiqués en grammes.

## Unités de volume
Aux États-Unis, Fannie Farmer a normalisé dès 1896 les unités de mesure de volume utilisées dans son Boston Cooking-School Cook Book : 
- 1 tasse = 1/2 pinte (ou chopine pour les canadiens) américaine liquide= 0,237 litre ;
- 1 cuillerée à soupe (tablespoon) = 1/2 once liquide = 14 ml ;
  - 16 cuillerées à soupe = 1 tasse ;
- 1 cuillerée à café (teaspoon) = 4,5 ml ou une plotée ;
  - 3 cuillerées à café = 1 cuillerée à soupe ;
  - 2 cuillerées à café = 1 cuillerée à dessert.

Au Canada, qui a adopté le système métrique après avoir adopté le système de mesure de cuisine des États-Unis, on utilise des « tasses métriques » :
- 1 tasse = 250 ml ;
- 1 cuillerée à soupe = 15 ml ;
- 1 cuillerée à thé = 5 ml.

L'Australie et la Nouvelle-Zélande ont adopté un système similaire. Toutefois, c'est la cuillère à dessert qui mesure 15 ml, et la cuillerée à soupe correspond à 20 ml.
Note : des abréviations propres à la langue anglaise et ses dérivées sont souvent utilisées pour désigner ces mesures :
c. (cup) pour tasse, aux alentours de 240 mL ;
Tbs. (tablespoon) pour cuillère à soupe ;
tsp (teaspoon) pour cuillère à thé ou à café.
En cuisine, l'unité de base est la livre (pound) abrégée par lb
- Une livre = 16 onces (ounce) ou oz = 0,454 kilogrammes.
- 1 once = 28,4 g.

## Évolutions vers le système métrique
Le Royaume-Uni a officiellement adopté le système métrique pour presque toutes les applications. Il est enseigné dans les écoles et utilisé dans les livres. Il est maintenant obligatoire pour l'étiquetage légal de la nourriture. Cependant, beaucoup de gens continuent à employer les mesures impériales. Tous les livres modernes de cuisine donnent le volume des ingrédients dans les deux unités, bien qu'il y ait maintenant une volonté des législateurs pour que les nouveaux livres de cuisine emploient uniquement les mesures métriques[réf. souhaitée].